# 19496 Джозефбарон
19496 Джозефбарон (19496 Josephbarone) — астероїд головного поясу, відкритий 22 травня 1998 року.
Тіссеранів параметр щодо Юпітера — 3,487.